# Harpactus lunatus
Harpactus lunatus ist ein Hautflügler aus der Familie der Crabronidae.

## Merkmale
Die Tiere erreichen eine Körperlänge von 6 bis 6,5 Millimetern (Weibchen) bzw. 5 bis 6 Millimetern (Männchen). Der Hinterleib und der Thorax sind bis auf kleine weiße Flecken seitlich auf dem zweiten und fünften Tergit, schwarz gefärbt.

## Vorkommen
Die Art kommt in Mittel- und Nordeuropa vor. Sie besiedelt warme Lebensräume wie Trockenrasen, Waldränder mit Sandböden oder ähnliche Lebensräume im Siedlungsgebiet. Die Tiere fliegen in einer Generation von Mai bis August. Die Art ist in Mitteleuropa selten bis verbreitet zu beobachten.

## Lebensweise
Die Weibchen von Harpactus lunatus werden nur wenige Zentimeter tief im Sandboden angelegt. Jede Zelle wird mit fünf bis sechs Larven oder Imagines von Zikaden der Familie Cicadellidae versorgt. Die Art ist im Vergleich zu den anderen Arten ihrer Gattung relativ tolerant gegenüber Temperaturen. Sie wird von Nysson tridens und Nysson maculosus parasitiert.